# Art Gallery of Ontario
De Art Gallery of Ontario (AGO) (Frans: Musée des beaux-arts de l'Ontario) is een kunstmuseum in Toronto (Ontario) in Canada. Met 45.000 m² is het AGO een van de grootste kunstmusea in Noord-Amerika.

## De collectie
De collectie omvat meer dan 68.000 werken, die een periode bestrijkt van de eerste eeuw tot de huidige tijd. Het museum heeft een grote collectie Canadese kunst, die een duidelijk beeld geeft van de ontwikkeling van het erfgoed van Canada van de pre-confederatie tot heden. Meer dan de helft van de collectie is dan ook afkomstig van Canadese kunstenaars.
Het museum heeft ook een indrukwekkende collectie Europese kunstwerken, waaronder werken van Tintoretto, Gian Lorenzo Bernini, Peter Paul Rubens, Rembrandt van Rijn, Thomas Gainsborough, Anthony van Dyck, Émile-Antoine Bourdelle en Frans Hals. Voorts werken van gerenommeerde kunstenaars, zoals Pablo Picasso, Auguste Rodin, Vincent Van Gogh en Edgar Degas. Hiernaast heeft het AGO ook een van de meest belangrijke collecties Afrikaanse kunst in Noord-Amerika. Het museum beschikt ook over een collectie eigentijdse kunst, die een goed beeld geeft van de evolutie van moderne kunstbewegingen in Canada, de Verenigde Staten en Europa, met werken van Andy Warhol, Claes Oldenburg, Dorothea Rockburne en Jenny Holzer. Ten slotte biedt het AGO ook ruimte aan het "Henry Moore Sculpture Centre", deze heeft de grootste publieke collectie van werken van deze Britse beeldhouwer. Moores bronzen werk Two Large Forms (1966–1969) begroet de bezoekers aan de noordfaçade van het museum.

## Fotogalerij

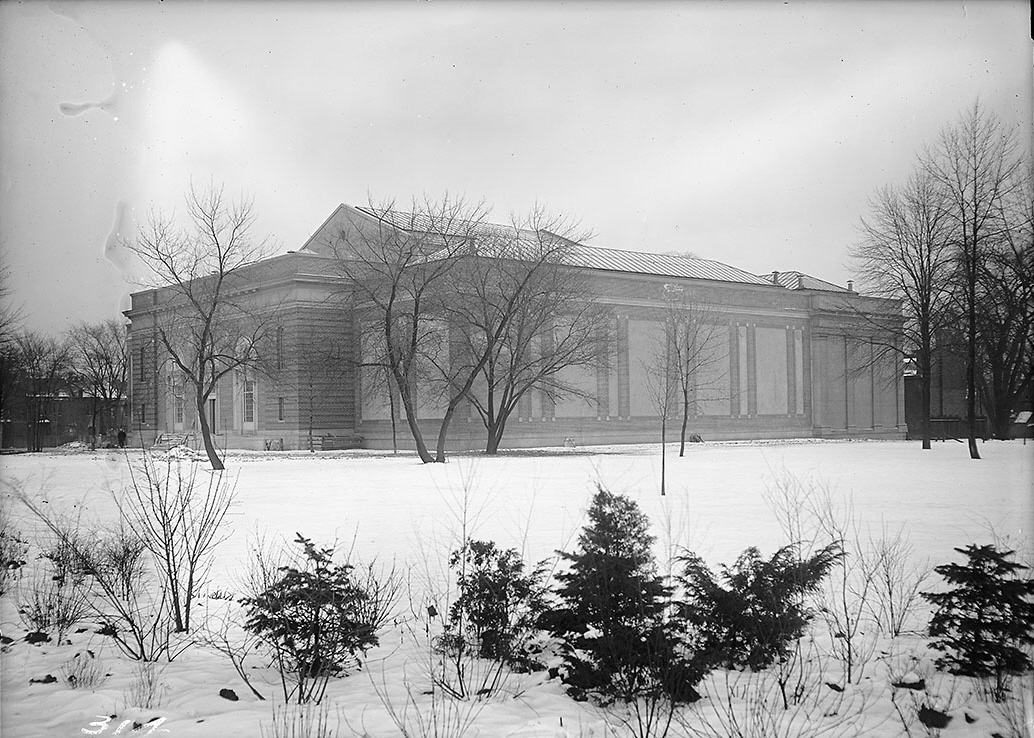
Blik vanaf het zuiden op de eerst gebouwde galerie in 1922
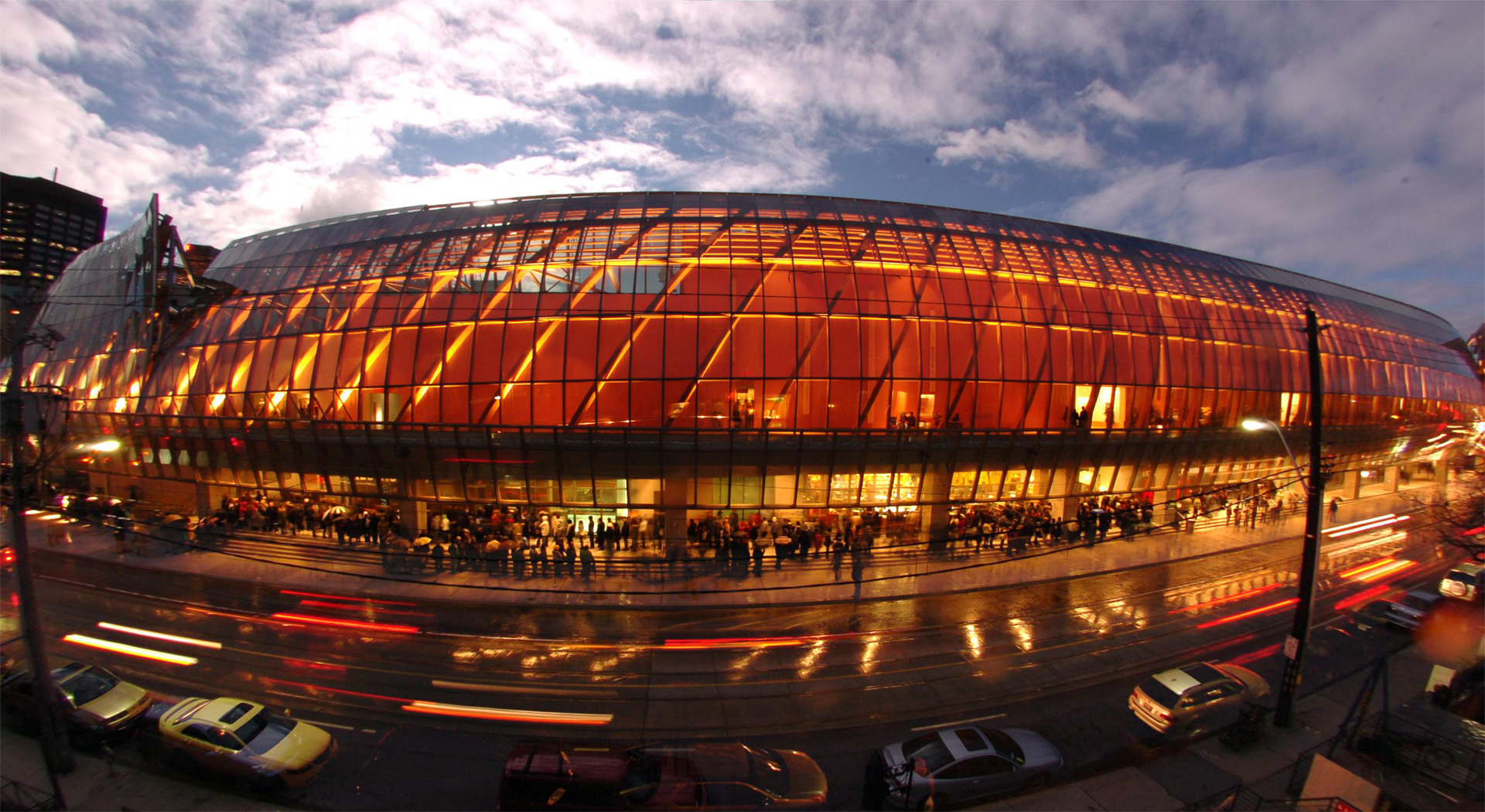
De nieuwe façade van de AGO langs Dundas Street (Toronto)
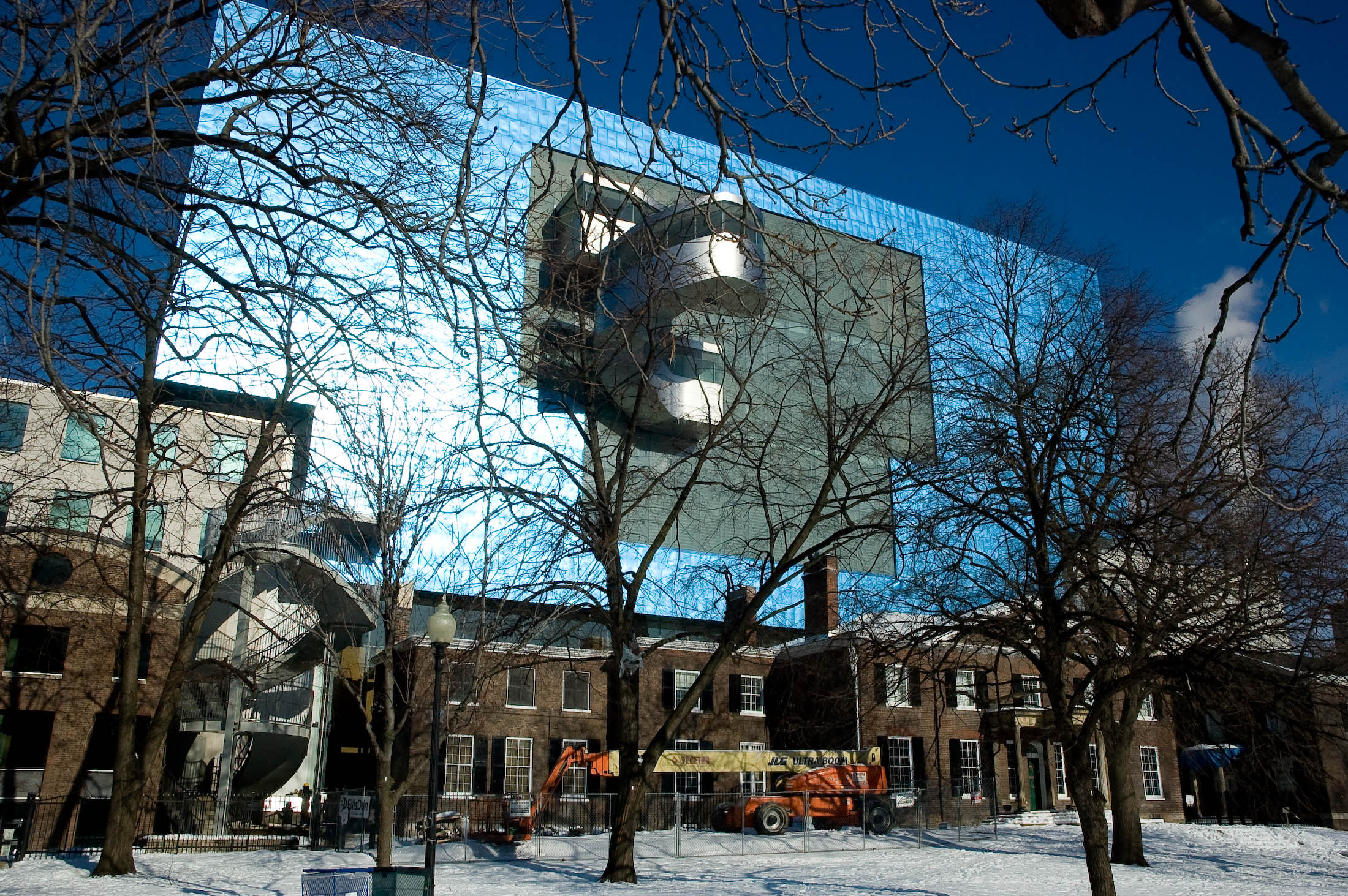
Zuidvleugel (titanium en glas), bekeken vanaf de Grange en Grange Park
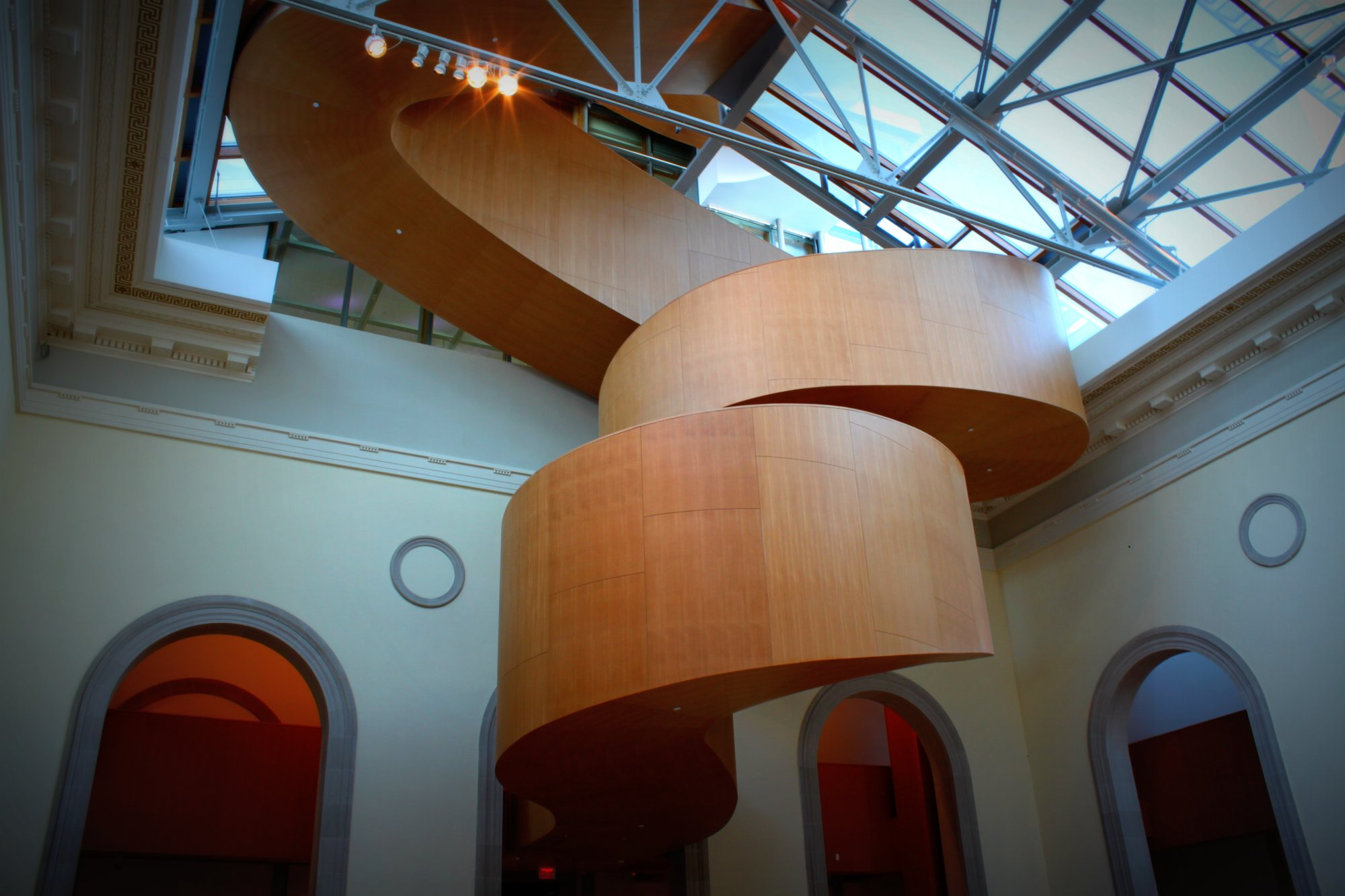
Wenteltrap in de Art Gallery of Ontario